# تواتاریک اسید
تواتاریک اسید (به انگلیسی: Tuataric acid) با فرمول شیمیایی C۸H۱۲O۲ یک ترکیب شیمیایی است. شکل ظاهری این ترکیب، جامد بی‌رنگ است.